# Anthurium alticola
Anthurium alticola är en kallaväxtart som beskrevs av Thomas Bernard Croat. Anthurium alticola ingår i släktet Anthurium och familjen kallaväxter. Inga underarter finns listade.